# Istiblennius dussumieri
Istiblennius dussumieri là một loài cá biển thuộc chi Istiblennius trong họ Cá mào gà. Loài cá này được mô tả lần đầu tiên vào năm 1836.

## Từ nguyên
Từ định danh dussumieri được đặt theo tên của Jean-Jacques Dussumier, nhà thám hiểm và thương gia người Pháp, cũng là người đã thu thập mẫu vật của loài này.

## Phân bố và môi trường sống
I. dussumieri có phân bố rộng khắp Ấn Độ Dương - Thái Bình Dương, từ Đông Phi và Nam Phi trải dài về phía đông đến Palau và Fiji, xa hơn là ở quần đảo Société (ít được thấy ở vùng Mảng Thái Bình Dương), phía nam phạm vi đến Úc, phía bắc đến miền nam Nhật Bản. Ở Việt Nam, loài này được ghi nhận tại đảo Lý Sơn (Quảng Ngãi), vùng triều Ninh Hải và vịnh Vân Phong (Khánh Hòa).
I. dussumieri sống ở vùng gian triều, thường tập trung ở vùng biển có nhiều đá, độ sâu đến 3 m, nhưng cũng được tìm thấy ở các khu vực rừng ngập mặn.

## Mô tả
Chiều dài cơ thể lớn nhất được ghi nhận ở I. dussumieri là 16 cm. Cá đực trưởng thành có mào thịt phát triển ở gáy, cá cái không có mào nhưng con lớn có thể có sống lưng thấp ở giữa. Đầu và thân màu sẫm, có khoảng 7–8 vạch nâu đen ở hai bên thân. Cá đực có đốm đen bao phủ 1–3 màng vây lưng đầu tiên. Cá cái thường có thêm vài đốm nhỏ sẫm màu trên cuống đuôi và vây đuôi.
Số gai vây lưng: 12–14; Số tia vây lưng: 19–244; Số gai vây hậu môn: 2; Số tia vây hậu môn: 21–25; Số tia vây ngực: 13–15; Số gai vây bựng: 1; Số tia vây bụng: 3.

## Sinh thái
Trứng của I. dussumieri có chất kết dính, được gắn vào chất nền thông qua một tấm đế dính dạng sợi. Cá bột là dạng phiêu sinh vật, thường được tìm thấy ở vùng nước nông gần bờ.